# Samois-sur-Seine
Samois-sur-Seine ist eine französische Gemeinde mit 2066 Einwohnern (Stand 1. Januar 2022) im Département Seine-et-Marne der Region Île-de-France. Sie liegt zwischen Melun und Fontainebleau etwa 60 Kilometer südlich von Paris. Sie ist bekannt als Wohnort zahlreicher Schriftsteller, unter ihnen Victor Hugo und Georges Simenon sowie als Sterbeort des Jazzmusikers Django Reinhardt, zu dessen Ehren jährlich das Festival Django Reinhardt stattfindet.

## Sehenswürdigkeiten
Siehe auch: Liste der Monuments historiques in Samois-sur-Seine
- Waschhaus, erbaut 1820